# Dème de Mastorochória
Le dème de Mastorochória, en grec moderne : Δήμος Μαστοροχωρίων / Dímos Mastorochríon, est un village et un ancien dème du district régional d'Ioánnina, en Épire, Grèce. En 2010, il est fusionné au sein du dème de Kónitsa.
Selon le recensement de 2011, la population du dème compte 930 habitants.